# Erie BayHawks 2017-2018
La stagione 2017-18 degli Erie BayHawks fu la 1ª nella NBA D-League per la franchigia.
Gli Erie BayHawks vinsero la Southeast Division con un record di 28-22. Nei play-off vinsero il primo turno con i Lakeland Magic (1-0), la semifinale di conference con i Fort Wayne Mad Ants (1-0), perdendo poi la finale di conference con i Raptors 905 (1-0).

## Roster
| N° | Naz.                     | Ruolo | Sportivo         | Anno | Alt. | Peso |
| -- | ------------------------ | ----- | ---------------- | ---- | ---- | ---- |
| 1  | Stati Uniti (bandiera)   | G     | Derrick Marks    | 1993 | 191  | 95   |
| 2  | Stati Uniti (bandiera)   | A     | DeAndre Daniels  | 1992 | 206  | 89   |
| 2  | Stati Uniti (bandiera)   | G     | John Gillon      | 1994 | 183  | 81   |
| 3  | Stati Uniti (bandiera)   | G     | Jordan Mathews   | 1994 | 193  | 92   |
| 4  | Stati Uniti (bandiera)   | A     | Andrew White     | 1993 | 201  | 95   |
| 5  | Stati Uniti (bandiera)   | G     | Tommy Williams   | 1993 | 196  | 100  |
| 9  | Stati Uniti (bandiera)   | G     | Josh Magette     | 1989 | 185  | 73   |
| 11 | Stati Uniti (bandiera)   | GA    | DeAndre' Bembry  | 1994 | 196  | 95   |
| 11 | Argentina (bandiera)     | G     | Nicolás Brussino | 1993 | 201  | 88   |
| 14 | Stati Uniti (bandiera)   | A     | Beau Beech       | 1994 | 201  | 98   |
| 14 | Stati Uniti (bandiera)   | A     | Roscoe Smith     | 1991 | 206  | 92   |
| 22 | Stati Uniti (bandiera)   | A     | Jeremy Evans     | 1987 | 206  | 91   |
| 24 | Stati Uniti (bandiera)   | A     | Raphiael Putney  | 1990 | 208  | 84   |
| 30 | Stati Uniti (bandiera)   | G     | Jaylen Morris    | 1995 | 196  | 84   |
| 31 | Corea del Sud (bandiera) | A     | Lee Dae-seong    | 1990 | 193  | 93   |
| 32 | Stati Uniti (bandiera)   | G     | Craig Sword      | 1994 | 191  | 89   |
| 33 | Stati Uniti (bandiera)   | A     | Jeremy Hollowell | 1994 | 203  | 98   |
| 34 | Stati Uniti (bandiera)   | A     | Tyler Cavanaugh  | 1994 | 206  | 108  |
| 35 | Stati Uniti (bandiera)   | A     | Chris Braswell   | 1989 | 206  | 103  |
| 35 | Stati Uniti (bandiera)   | A     | Chris McCullough | 1995 | 206  | 98   |
| 35 | Stati Uniti (bandiera)   | A     | Mike Muscala     | 1991 | 211  | 104  |
| 35 | Stati Uniti (bandiera)   | A     | Miles Plumlee    | 1988 | 208  | 111  |
| 50 | Stati Uniti (bandiera)   | G     | Tyler Dorsey     | 1996 | 193  | 83   |
|    | Stati Uniti (bandiera)   | G     | Isaiah Taylor    | 1994 | 191  | 77   |

## Staff tecnico
- Allenatore: Joshua Longstaff
- Vice-allenatori: Chase Buford, Cameron Black, Thomas Jackson, Courtney Alexander